# Alice Sant'Anna
Alice Sant'Anna   (Rio de Janeiro, 24 de maig de 1988) nom de ploma d'Alice Carvalho Complido de Sant'Anna és una escriptora brasilera. Comença a escriure als 16 anys, durant un viatge a Nova Zelanda. És llicenciada en periodisme (2010) postgraduada en Lletres i màster en Literatura, Cultura i Contemporaneïtat (2013). És col·laboradora de la revista Serrote, publicada per l'Institut Moreira Salles, i del diari O Globo.

## Obra
- Dobradura (2008, 7 Letras)
- Pingue-pongue (2012, independent, imprés en serigrafia, amb Armando Freitas Fill)
- Cua de balena (2013, Cosac Naify)
- Peu de l'oïda (2016, C. das Letras)